# Энц, Ференц
Ференц Энц (венг. Entz Ferenc; 6 декабря 1805, Шюмег — 9 мая 1877, Будафок) — венгерский врач, ботаник, садовод, специалист по виноградарству. Член-корреспондент Венгерской академии наук.

## Биография
Родился в семье врача, баварца по происхождению. С 1825 года окончил Пештскую медицинскую школу. В 1825—1831 обучался в Вене. Работал медиком. В 1849 служил военным врачом.
Одновременно с медицинской практикой, сосредоточился на решении теоретических и практических вопросов садоводства и виноградарства, представляющих особый интерес для Венгрии. В 1850 прекратил заниматься медициной и полностью посвятил себя любимому делу.
В 1850 году поселился в г. Пеште, где основал ботанический сад. Научные исследования сосредоточил, главным образом, на изучении сортов винограда. Благодаря его научным исследованиям, были созданы новые сорта венгерского винограда.
Пионер профессионального образования в области садоводства. Основатель первого независимого венгерского учебного заведения садоводов. В 1860 году возглавил школу виноградарства в Буде (позже, Институт садоводства и виноградарства).

## Избранные труды
- A Sió mellékének vázlata természetrajzi és orvosi szempontból (1847)
- Programm einer prakt. Bildungsanstalt für Nutzgärtnerei, ganz besonders aber für die Obst- u. Weincultur (1854)
- Dr. Entz Ferenc borászati utazása Franciaországban s a Rajnavidéken (1864)
- A szőlőszet és borászat Erdélyben (1870)